# Callistrate (grammairien)
Pour les articles homonymes, voir Callistrate (homonymie).
Callistrate d'Alexandrie était un grammairien du début du IIe siècle av. J.-C. Il comptait parmi les élèves d'Aristophane de Byzance qu'on appelait pour cette raison les Aristophanei. Callistrate se consacre essentiellement à l'exégèse des poètes grecs; quelques fragments de ses commentaires ont été conservés dans différentes collections de scholie et chez Athénée. Il est également l'auteur d'une recueil appelé Summikta (Σύμμικτα) - plus tard utilisé par les lexicographes - et d'un traité sur les hétaïres (Athenaeus iii.125b, xiii.591d).

### en anglais et allemand
- H.-L. Barth, Die Fragmente aus den Schriften der Grammatikers Kallistratos zu Homers Ilias und Odyssee, 1984
- C.W. Müller, Fragmenta Historicorum Graecorum, iv p. 353 note
- R. Pfeiffer, History of Classical Scholarship: from the Beginnings to the End of the Hellenistic Age, 1968, p. 190
- R. Schmidt, De Callistrato Aristophaneo, supplément au Aristophanis Byzantii Fragmenta de  A. Nauck, 1848

## Source de la traduction
- (en) Cet article est partiellement ou en totalité issu de l’article de Wikipédia en anglais intitulé « Callistratus (grammarian) » (voir la liste des auteurs).